# Bosna (Zagreb)
Bosna es una localidad de Croacia en el municipio de Bedenica, condado de Zagreb.

## Geografía
Se encuentra a una altitud de 144 m s. n. m. a 48.9 km de la capital nacional, Zagreb.

## Demografía
En el censo 2011, el total de población de la localidad fue de 112 habitantes.